# Tremore intenzionale
Il tremore intenzionale, altrimenti conosciuto come tremore cerebellare, è una discinesia caratterizzata da tremori ampi, grossolani ed a bassa frequenza (sotto i 5 Hz).
L'ampiezza di un tremore intenzionale aumenta quando un'estremità cerca di raggiungere l'oggetto voluto anche se desiderato e guardato. In genere esso è perpendicolare alla direzione del movimento.